# William Lucy
Sir William Lucy of Dallington (* um 1404; † 10. Juli 1460) war ein englischer Ritter.

## Leben
Sir William Lucy war ein Sohn von William Lucy of Woodcroft.
Sir William begann seine Karriere Anfang der 1420er Jahre, als er für einen Zeitraum von zehn Jahren durch Edmund Mortimer, 5. Earl of March die Burgen und Ländereien Narberth Castle und Carmarthen übertragen bekam. Im Hundertjährigen Krieg diente Sir William 1430 unter Humphrey Stafford, 1. Duke of Buckingham. In Frankreich wurde er zum Leutnant of Vire (1435) und Captain of Vernon ernannt. Im Jahr 1443 diente Lucy unter Thomas Scales, 7. Baron Scales.
Lucy kehrte um 1444/1445 nach England zurück und wurde durch Heinrich VI. zum Councillor ernannt und als Justice of Peace in Buckinghamshire und Northamptonshire (1446–1459) mit Ordnungsaufgaben betraut. Sir William vertrat die Grafschaft Buckinghamshire 1449 im Parlament und diente als Sheriff of Herefordshire 1452–1460.
Sir William wurde 1453 um Chief Commissioner ernannt, um die Kämpfe der beiden bedeutendsten Familien Nordengland, dem Haus Percy und dem Haus Neville, zu unterbinden.
König Heinrich VI. berief 1454 Lucy erneut zum Councillor und er vertrat die Grafschaft Northamptonshire 1455 beim Great Council in Leicester. In den 1450er Jahren verstand es Lucy geschickt durch Verheiratungen ein Netz treuer Lancastrians in seinem Umfeld aufzubauen, so zum Beispiel die Heirat von William Vaux, seinem Neffen, mit Catherine Peniston, eine Hofdame von Margarete von Anjou.
Während der Rosenkriege kämpfte Sir William für das Haus Lancaster 1455 bei der Ersten Schlacht von St Albans und 1460 bei Northampton.
Am 10. Juli 1460 in Northampton, als die Schlacht bereits entschieden bzw. bereits beendet war, wurde Sir William durch John Stafford getötet.
Vielen Quellen zufolge hatte Sir John ein Verhältnis mit Margaret, der Ehefrau von William Lucy, die er später auch heiratete.

## Ehe und Nachkommen
Sir William Lucy war dreimal verheiratet. In erster Ehe mit Margaret Neville, eine Tochter des Sir John Neville of Sutton. In zweiter Ehe mit Elizabeth Percy, Tochter des Sir Henry Percy of Athole und in dritter Ehe mit Margaret FitzLewis, Tochter des Sir Lewis John. Er hinterließ keine Nachkommen.

## Rezeption
Sir William Lucy ist auch ein Charakter im Drama Heinrich VI. von William Shakespeare.